# Phyllodytes wuchereri
Espèce
Synonymes
- Amphodus wuchereri Peters, 1873 "1872"

Statut de conservation UICN

 DD  : Données insuffisantes
Phyllodytes wuchereri est une espèce d'amphibiens de la famille des Hylidae.

## Répartition
Cette espèce est endémique de l'État de Bahia au Brésil. Elle se rencontre du niveau de la mer jusqu'à 400 m d'altitude dans la forêt atlantique dans le sud de l’État,.

## Étymologie
Cette espèce est nommée en l'honneur d'Otto Eduard Heinrich Wucherer.

## Publication originale
- Peters, 1873 "1872" : Mittheilung über eine, zwei neue Gattungen enthaltende, Sammlung von Batrachiern des Hrn. Dr. O. Wucherer aus Bahia, so wie über einige neue oder weniger bekannte Saurier. Monatsberichte der Königlich Preussischen Akademie der Wissenschaften zu Berlin, vol. 1, p. 768-776 (texte intégral).